# Fútbol en Andorra

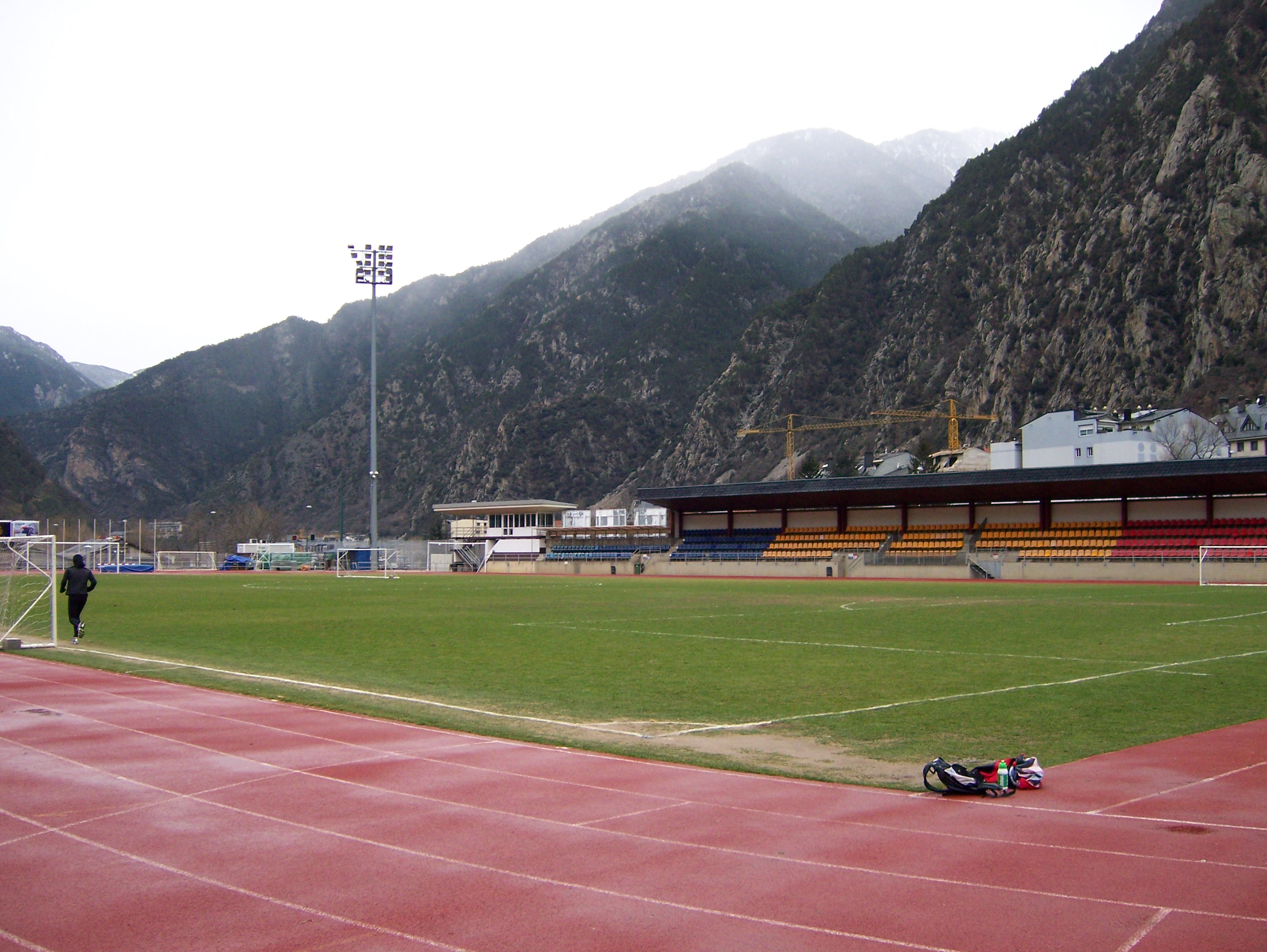
Estadio Comunal d'Andorra la Vella, en el que la selección andorrana disputa sus partidos.

El fútbol es el deporte más popular en Andorra. La Federación Andorrana de Fútbol (FAF) es el máximo organismo del fútbol profesional en Andorra y fue fundada en 1994, aunque se afilió a la FIFA y a la UEFA en 1996. La FAF organiza las dos categorías de la liga, la Primera y Segunda división, la Copa Constitució y la Supercopa de Andorra, y gestiona la selección nacional masculina y femenina.
El equipo más antiguo en Andorra es el Fútbol Club Andorra, fundado en 1942 y afiliado a la Real Federación Española de Fútbol. Ha participado en Segunda División B durante 17 temporadas y en 1994 conquistó la Copa Cataluña. El FC Santa Coloma es el equipo más exitoso del país con trece   campeonatos de liga. En julio de 2007 hizo historia al ser el primer club andorrano en ganar un partido de competición europea, ganando al Maccabi Tel-Aviv israelí en el partido de ida de la primera ronda de Copa de la UEFA.

## Competiciones oficiales entre clubes
- Primera División de Andorra (Primera Divisió d'Andorra): es la primera categoría del fútbol andorrano. Fue fundada en 1995 y está compuesta por 10 clubes.
- Segunda División de Andorra (Segona Divisió d'Andorra): es la segunda categoría en el sistema de ligas andorrano. Está compuesta por 6 clubes, de los cuales uno asciende directamente a la Primera División, y el segundo clasificado juega una promoción contra el penúltimo clasificado de la primera división.
- Copa Constitució: es la copa nacional del fútbol andorrano, organizada por la Federación Andorrana de Fútbol.
- Supercopa de Andorra: competición que enfrenta al campeón de Liga y al campeón de Copa.

## Selecciones de fútbol de Andorra

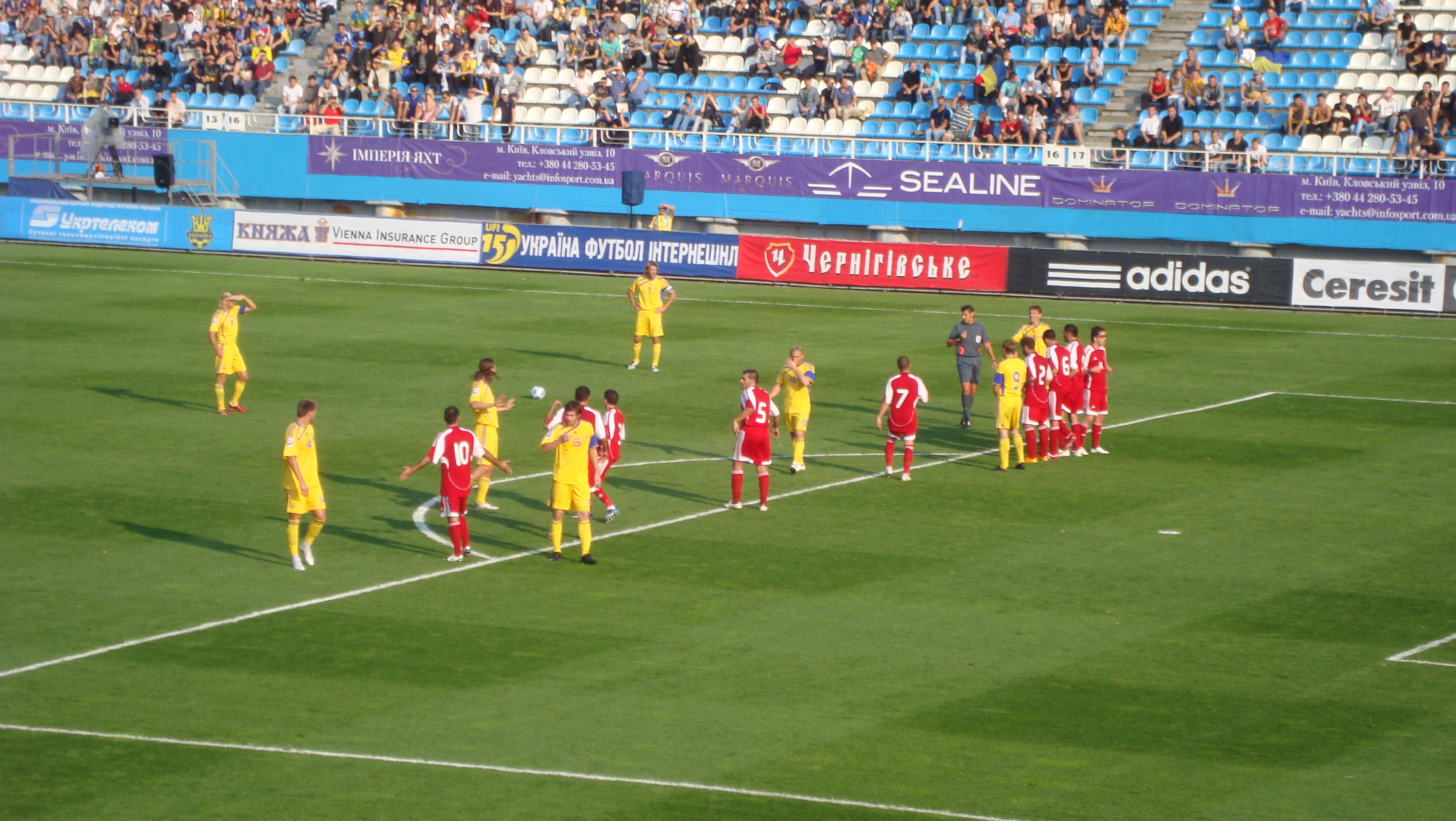
La selección andorrana en un partido ante en 2009.

### Selección absoluta de Andorra
La selección de Andorra, en sus distintas categorías está controlada por la Federación Andorrana de Fútbol.
El equipo andorrano disputó su primer partido oficial el 13 de noviembre de 1996 en Andorra la Vieja ante Estonia, partido que se resolvió con victoria de los estonios por 1-6. Cuatro años después consiguió su primera victoria tras derrotar a Bielorrusia por 2-0.
Andorra aún no ha logrado clasificarse para la Copas del Mundo de la FIFA ni para la Eurocopa.

### Selección femenina de Andorra
La selección femenina de Andorra aún no ha participado en una fase final de la Copa Mundial o de la Eurocopa.